# Pudahuel (estación)
Pudahuel es una estación ferroviaria perteneciente a la red del Metro de Santiago, en la ciudad de Santiago, Chile.

## Características y entorno
Ubicada en la Línea 5 del Metro de Santiago y antigua estación terminal, se encuentra en subterráneo entre las estaciones Barrancas y San Pablo. La estación se encuentra bajo la intersección de las avenidas San Pablo y Teniente Cruz, en el límite de las comunas de Pudahuel y Lo Prado. Posee una superficie de 3100 m².
El 18 de octubre de 2019, en el marco de las protestas en Chile, la estación sufrió un incendio que afectó la mesanina y la boletería, lo que impidió su funcionamiento normal hasta el 21 de noviembre, cuando fue reabierta al público.

### Accesos
| Acceso | Intersección                    |
| ------ | ------------------------------- |
| A      | San Pablo con Av. Teniente Cruz |
| B      | San Pablo con Av. Teniente Cruz |

## MetroArte
En el interior de la estación se encuentra presente uno de los dioramas realizados por el artista Zerreitug. Esta obra, titulada La Fiesta de Cuasimodo, retrata unas de las celebraciones de dicha fiesta. En el caso de este diorama, la escena está ambientada en el año 1930, indicada por las edificaciones que están presentes en el fondo del trabajo.

## Origen etimológico
La estación recibió este nombre por la Ilustre Municipalidad de Pudahuel que se encuentra a la salida de la estación, en la esquina de las avenidas San Pablo y Teniente Cruz. El viraje hacia esta última con rumbo a Maipú desde el oriente se realiza justo por debajo de la Municipalidad de Pudahuel.

## Galería

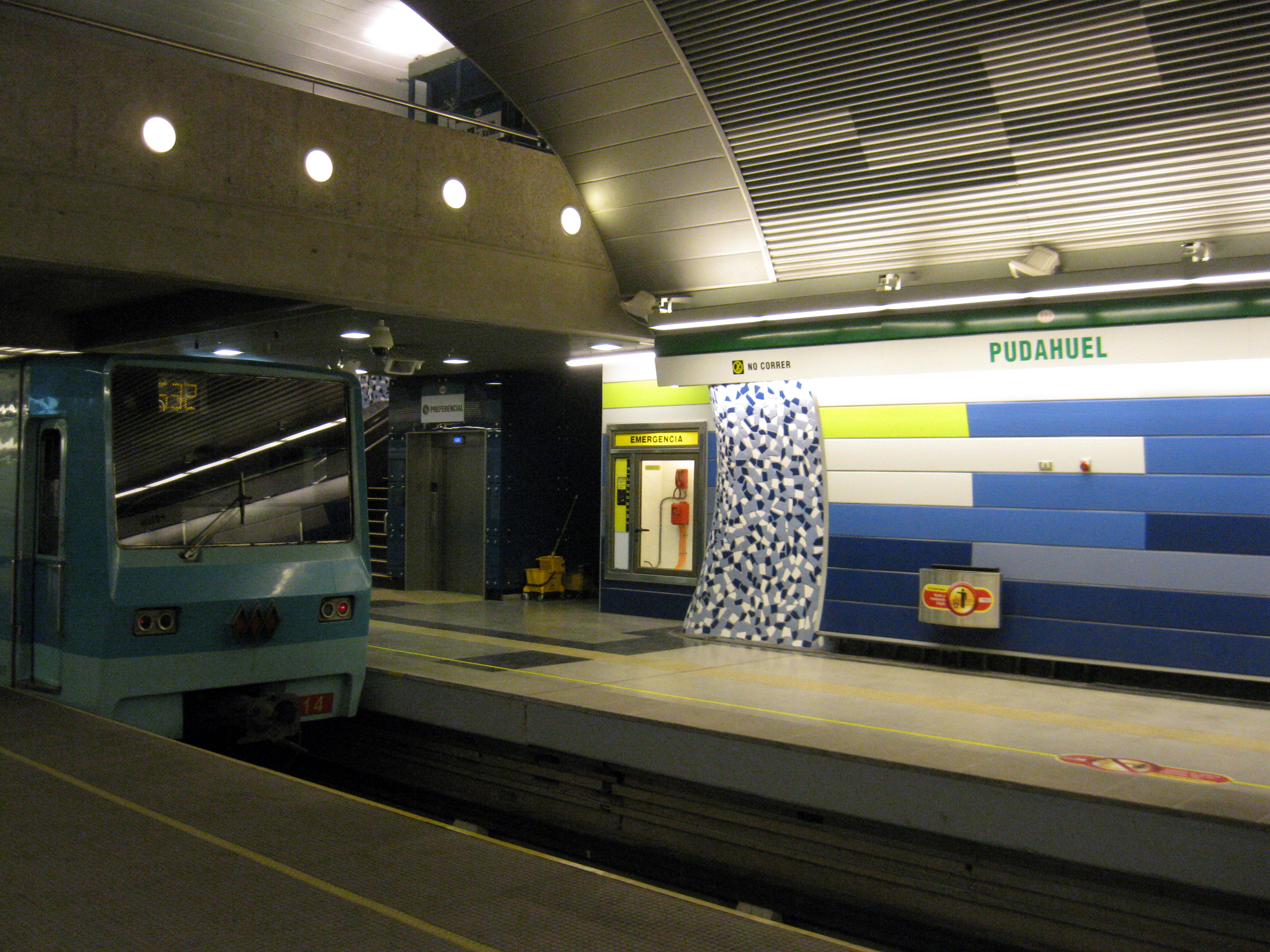
Interior de la estación
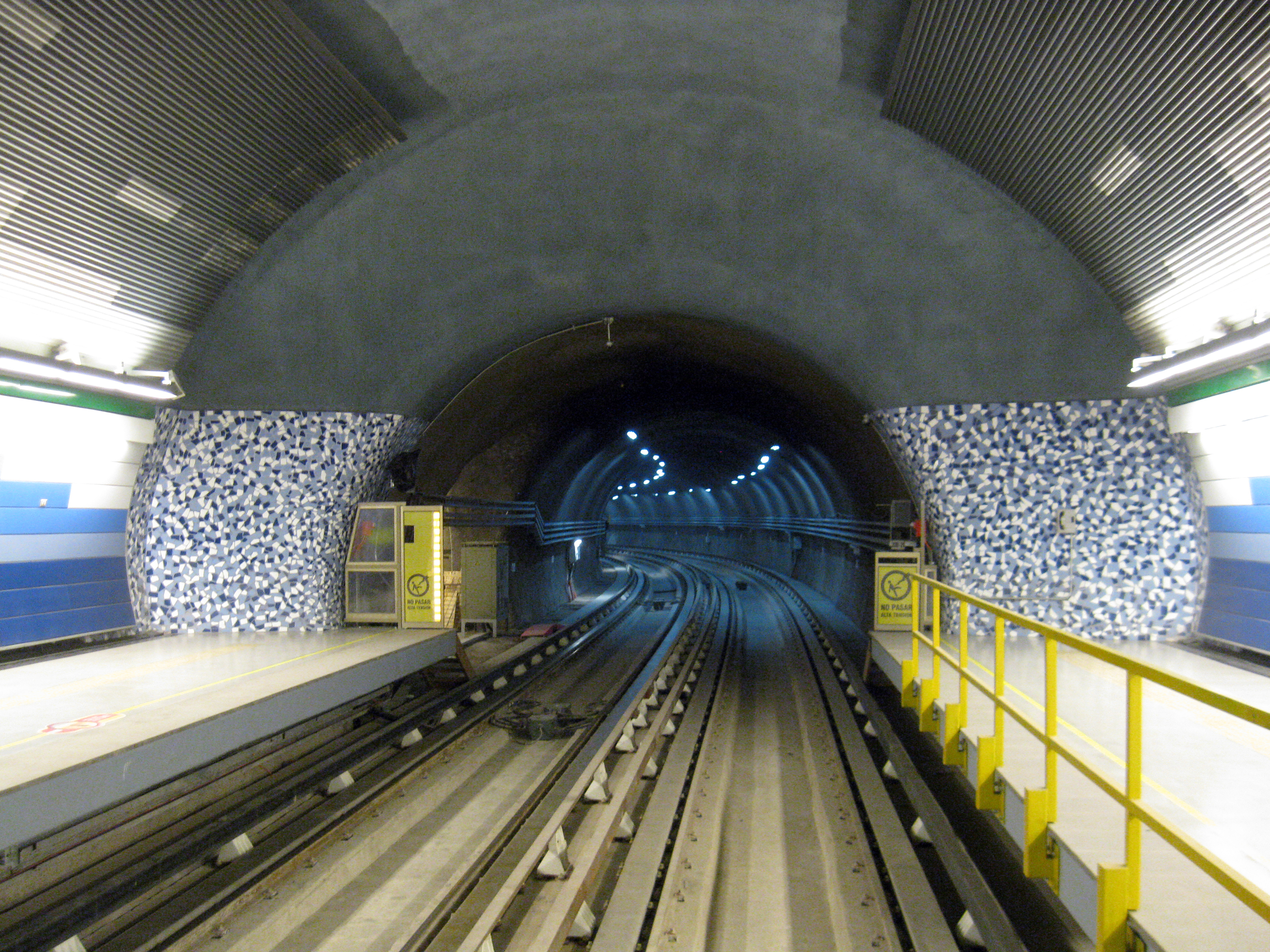
Vista del túnel en dirección a Maipú
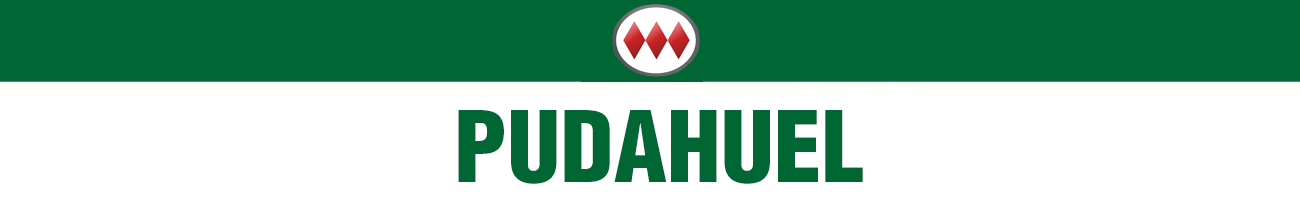
Cenefa utilizada actualmente en los andenes.

## Conexión con Red Metropolitana de Movilidad
La estación posee 11 paraderos de la Red Metropolitana de Movilidad en sus alrededores, los cuales corresponden a:
| Paradero/ Código                    | Recorridos |
| ----------------------------------- | --- |
| Parada 1 / Metro Pudahuel (PJ153)   | 402 (Pudahuel) - 406 (Pudahuel) - 407 (Enea) - 426 (Pudahuel) - 486 (Enea)                                                             |
| Parada 2 / Metro Pudahuel (PJ84)    | 110 (Renca) - 110c (Renca) |
| Parada 3 / Metro Pudahuel (PJ69)    | 110 (Maipú) - 110c (Pudahuel Sur) |
| Parada 4 / Metro Pudahuel (PJ124)   | 402 (Centro) - 406 (Cantagallo) - 407 (Las Condes) - 422 (La Reina) - 422c (Metro San Pablo) - 426 (La Dehesa) - 486 (Metro San Pablo) |
| Parada 5 / Metro Pudahuel (PJ987)   | 511 (Peñalolén) - J07 (Metro Pudahuel) - J07e (Metro Pudahuel) - J15c (Metro Neptuno) - J20 (Metro Pudahuel)                           |
| Parada 6 / Metro Pudahuel (PJ1604)  | 511 (Cerro Navia) - J07 (Noviciado) - J07c (Lo Boza) - J07e (Noviciado) - J15c (La Alianza) - J20 (El Montijo)                         |
| Parada 7 / Metro Pudahuel (PJ1021)  | J06 (Metro Pudahuel) |
| Parada 8 / Metro Pudahuel (PJ1570)  | 414e (Los Trapenses) |
| Parada 9 / Metro Pudahuel (PJ1571)  | 422 (Población Teniente Merino) - 422c (Población Teniente Merino)                                                                     |
| Parada 10 / Metro Pudahuel (PJ193)  | 415e (Metro Manquehue) |
| Parada 11 / Metro Pudahuel (PJ1572) | 414e (Fin del recorrido) - 415e (Fin del recorrido) - J06 (Metro Pajaritos)                                                            |